# Legenda Pendragon
Legenda Pendragon este un roman al scriitorului maghiar Antal Szerb, publicat în 1934 la Editura Franklin din Budapesta.
Cartea este simultan un triller filosofic, cu acțiune polițistă, scris cu umor, bazat pe legenda nemuririi oferite de piatra filozofală. Acțiunea începe în Londra și continuă în Țara Galilor. Intriga complexă cuprinde un element mistic, care este dezvăluit pe parcurs și conduce către deznodământul surpriză.

## Traduceri
- Cehia Pendragonská přišera, Praha, traducător: Papik, 1946 ISBN: 80-85974-43-6, cuvânt înainte: Kraus
- Marea Britanie The Pendragon legend, Budapest, Corvina Könyveditor, 1963, cuvânt înainte: Hegedüs Géza
- Germania Die Pendragon-Legende, Budapest, Corvina, 1966, 1968 traducător: Englné Schade Henriette
- Cehia  Bratislava, Tatran, 1968, postfață: Hegedüs Géza
- Polonia Legenda Pendragonów, Warszawa, Czytelnik, 1971, traducător: Ella Maria Sperlingowa
- Cehia Prázdny hrob, Bratislava, Epocha, 1972, cuvânt înainte: Marta Lesná
- Germania Die Pendragon-Legende, Budapest, Corvina, [1977], Englné Schade Henriette
- Slovenia Legenda o Pendragonu, roman, Murska Sobota, Pomurska založba, 1980, cuvânt înainte: Beatrice Logar
- Cehia Pendragonská legenda, Praha, Odeon, 1985, Eva Irmanová
- Polonia Legenda Pendragonów, Warszawa, Czytelnik, 1987, Ella Maria Sperlingowa
- Italia La leggenda di Pendragon, [romanzo], Roma, e, 1989, traducător: Bruno Ventavoli, postfață: Bruno Ventalovi
- Franța La légende de Pendragon, Aix-en-Provence, Alinéa, 1990, traducător și postfață: Natalia Zaremba-Huzsvai și Charles Zaremba
- Cehia Pendragonská legenda, Praha, Aurora, 1998, traducător: Eva Irmanová
- Franța La légende de Pendragon, Paris, editor: Ibolya Virág, 1998, 2002, traducător și postfață: Natalia Zaremba-Huzsvai și Charles Zaremba
- România Legenda Pendragon, Cluj-Napoca, Dacia, 1999, traducere: Gabriela Leoveanu, introducere: Mircea Muthu.
- Italia La leggenda di Pendragon, Roma, 1999, traducător: Ventavoli Bruno
- Spania La leyenda de los Pendragon, Madrid, Siruela, cop. 2004, traducător: Xantus Judit
- Germania Die Pendragon-Legende, München, Deutscher Taschenbuch Verl., 2005, 2007, traducător: Susanna Großmann-Verndrey, postfață: Poszler György
- Marea Britanie The Pendragon legend, London, Pushkin Press, 2006, 2007, 2010 traducător: Len Rix
- Olanda De Pendragonlegende, Amsterdam, Van Gennep, 2006, traducător: Dandoy Györgyi (holland)
- Finlanda Pendragonin legenda, Jyv, Atena, 2008, Juhani Huotari
- Suedia Legenden Pendragon, Stockholm, Sivart, 2010, Susanna Fahlström
- Serbia Legenda o Pendragonu, Beograd, Stubovi kulture, 2010, Vickó Árpád

## Film
În 1974, romanul a fost ecranizat cu titlul The Pendragon Legend, regizor: György Révész.